# Хипералгезия
Хипералгезия е медицински термин за повишената чувствителност към болка. Описва се като състояние, при което дразнители, които нормално причиняват само неприятно чувство, водят до усещане за значителна болка. Сред най-честите причинители на хипералгезия са възпаленията и изгарянията по кожата.
Обратното състояние, при което прагът на усещането за болка е по-висок от нормалното, се нарича хипоалгезия.